# Кошмар на улице Вязов (франшиза)
«Кошмар на улице Вязов» (англ. A Nightmare on Elm Street) — американская медиафраншиза, основанная на одноимённом фильме-слэшере 1984 года, созданном режиссёром и сценаристом Уэсом Крэйвеном. Насчитывает 9 фильмов, 2 телевизионных шоу, серию документальных фильмов, книг и комиксов. Сюжет построен вокруг Фредди Крюгера — призрачного маньяка-убийцы в исполнении Роберта Инглунда. Крюгер является своим жертвам во снах — он убивает подростков, живущих в вымышленном городе Спрингвуд. В качестве мотива убийца использует месть родителям этих детей, устроивших самосуд над ним много лет назад. Крэйвен был соавтором сценария фильма «Кошмар на улице Вязов 3: Воины сна», а также снял седьмую часть «Новый кошмар», где воссоединил звёзд первой картины — Хизер Ландженкамп, Роберта Инглунда и Джона Сэксона. Мировые кассовые сборы фильмов превысили $472 миллиона.
Первый фильм вышел в 1984 году, после чего последовала серия сиквелов, снятых независимой компанией «New Line Cinema» — боссы студии считают, что именно успех первого фильма спас компанию от банкротства и помог выбиться в ведущие кинокомпании Голливуда.
Картины получали смешанные отзывы, но были коммерчески успешными: серия «Кошмар на улице Вязов» является третьей по величине общих кассовых сборов хоррор-франшизой. С 1988 по 1990 в эфир выходил телесериал «Кошмары Фредди» — всего снято 44 эпизода. Затем последовало 12 отдельных художественных романов — не считая новелизаций фильмов — несколько серий комиксов от издательств «Marvel Comics», «Innovation», «Avatar Press» и «WildStorm», а также фильм-кроссовер «Фредди против Джейсона», где состоялась битва Крюгера с Джейсоном Вурхизом из другой хоррор-франшизы «Пятница, 13».

## Фильмы

### Сюжет
В первом фильме — «Кошмар на улице Вязов» (1984) — молодые люди, живущие на улице Вязов в небольшом городке Спрингвуд, внезапно начинают видеть один и тот же кошмарный сон, в котором человек в грязном красно-зелёном полосатом свитере с обезображенным лицом и с острыми лезвиями на пальцах пытается убить их. Влюблённые Нэнси Томпсон и Глен Ланц становятся свидетелями жестокого убийства их подруги Тины, причем подозрение падает на их приятеля — Рода, её парня, который находился в одной комнате с ней в момент убийства. Он скрывается с места преступления, но вскоре его ловят. Однако юноша утверждает, что не виновен, и что в комнате был кто-то ещё.
Вторая часть «Кошмар на улице Вязов 2: Месть Фредди» вышла на экраны в 1985 году. Родители Джесси покупают дом № 1428, в котором несколько лет назад сошла с ума девушка, когда у неё на глазах маньяк зверски убил её парня. В первую же ночь ему приснился кошмар, и теперь Джесси не может забыть о крепком сне, потому что Фредди вернулся. Воспользовавшись беспомощностью подростка, Крюгер начинает творить своё чёрное дело, убивая учителей и одноклассников Джесси. Чтобы отвлечь юношу от дурных мыслей, его подруга Лиза устраивает роскошную вечеринку. Но Джесси чувствует, что с ним что-то не так, и вскоре Фредди оказывается на свободе. Теперь Лиза понимает, что она — единственный человек, способный помочь Джесси.
События третьего фильма «Кошмар на улице Вязов 3: Воины сна» (1987) происходят через шесть лет после первого появления Фредди Крюгера. Он стал намного сильнее, подпитываясь душами детей с улицы Вязов. Теперь он обратил внимание на семерых детишек, заключённых в психиатрической лечебнице. Положение усугубляется повальными «самоубийствами», которые являются проделками Фредди. Разрешить ситуацию и объяснить что происходит может лишь Нэнси Томпсон, которая вернулась в родной город в качестве врача-практиканта…
В четвёртой картине «Кошмар на улице Вязов 4: Повелитель сна» (1988) Кристин погибает от рук Фредди, но успевает передать свою тайну подруге. Элис становится сильным воином, способным противостоять Фредди. Друзья девушки становятся следующими жертвами убийцы, и вот уже её брат погибает во сне.
В «Кошмаре на улице Вязов: Дитя сна» Элис, знакомая нам по предыдущей части фильма, снова видит странные сны. В одном из них она увидела воскрешение зловещего убийцы с лезвиями на руке. После смерти её парня, Дэна, Элис узнаёт, что у неё будет ребёнок. Зловещий план Фредди заключается в том, чтобы превратить дитя в подобие себя, подкрепляя его душами убитых друзей и подруг Элис. Ей предстоит сложная борьба не только за свою жизнь, но и за жизнь своего сына.
В шестой картине «Кошмар на улице Вязов 6: Фредди мёртв» (1991) Миссия Крюгера почти закончена. В живых остался только один подросток, на которого у него особые надежды, ведь ему нужны новые души. Много душ. Попав в приют для бездомных, мальчик Джон находит единомышленников в борьбе с когтистым монстром, хозяйничающим в чужих снах. Чистая страница открыта. Психиатр Мегги, работающая с ребятами, оказывается дочерью Фредди. И теперь она должна остановить своего отца, поняв, что же превратило его в бездушного монстра.
В «Кошмаре на улице Вязов 7: Новый кошмар» (1994) Фредди Крюгер шагнул прямиком со страниц киносценария в реальную жизнь. Во время съемок продолжения культовых похождений знаменитого маньяка, повелителя сновидений, начинают происходить странные вещи. Несчастные случаи следуют один за другим. Погибает мастер по специальным эффектам Чейз Портер — муж исполнительницы главной роли в первом и третьем фильмах Хизер Ленгенкамп. А затем Фредди похищает сына Хизер, Дилана. Но ничто не способно остановить любящую мать — не мешкая, Хизер спускается в царство Сна, принимая вызов дьявольского убийцы.
В фильме ''Джейсон отправляется в ад: Последняя пятница'' появляется камео Фредди Крюгера сюжетно связывающее фильм с Фредди против Джейсона.
В 2003 году выходит фильм «Фредди против Джейсона»: Крюгер доведён до отчаяния: он больше не может убивать. Лишь используя неуклюжего серийного убийцу Джейсона Вурхиза, Фредди удаётся истреблять детей с улицы Вязов. Но когда Джейсон начинает понимать, что им попросту манипулируют, планы Фредди готовы рухнуть. Теперь дело за подростками Уиллом, Лори и Кией. Каким-то образом им надо заставить Джейсона раз и навсегда убить Фредди Крюгера.
Фильм 2010 года «Кошмар на улице Вязов» является ремейком оригинальной картины Уэса Крейвена. Над этим фильмом работал режиссёр Сэмюэл Байер. Это его первая крупная работа. В роли Фредди снялся Джеки Эрл Хэйли.

### Кассовые сборы
После выхода шестого фильма журнал «Variety» сообщил, что франшиза собрала по всему миру $500 миллионов. На счету оставшихся трёх картин — $250 миллионов. Таким образом, общие сборы превысили отметку $750 миллионов.
| Фильм                                   | Выход в США      | Бюджет                   | Сборы        | Сборы        | Сборы        | Примечания           |
| Фильм                                   | Выход в США      | Бюджет                   | США          | За рубежом   | Мировые      | Примечания           |
| --------------------------------------- | ---------------- | ------------------------ | ------------ | ------------ | ------------ | -------------------- |
| Кошмар на улице Вязов                   | 9 ноября 1984    | $1,800,000               | $25,500,000  | $31,500,000  | $57,000,000  | [ 14 ] [ 16 ] [ 17 ] |
| Кошмар на улице Вязов 2: Месть Фредди   | 1 ноября 1985    | $3,000,000               | $29,999,213  |              | $29,999,213  | [ 19 ]               |
| Кошмар на улице Вязов 3: Воины сна      | 27 февраля 1987  | $4,300,000-4,600,000     | $44,793,222  |              | $44,793,222  | [ 21 ]               |
| Кошмар на улице Вязов 4: Повелитель сна | 19 августа 1988  | $6,500,000               | $49,369,899  |              | $49,369,899  | [ 23 ]               |
| Кошмар на улице Вязов 5: Дитя сна       | 11 августа 1989  | $8,000,000               | $22,168,359  |              | $22,168,359  | [ 25 ]               |
| Кошмар на улице Вязов 6: Фредди мёртв   | 13 сентября 1991 | $9,000,000               | $34,872,033  |              | $34,872,033  | [ 26 ]               |
| Кошмар на улице Вязов 7: Новый кошмар   | 14 октября 1994  | $8,000,000               | $18,090,181  | $1,631,560   | $19,721,741  | [ 28 ]               |
| Фредди против Джейсона                  | 15 августа 2003  | $30,000,000              | $82,622,655  | $32,286,175  | $114,908,830 | [ 30 ]               |
| Кошмар на улице Вязов                   | 30 апреля 2010   | $35,000,000              | $63,075,011  | $52,589,026  | $115,664,037 | [ 32 ]               |
| Общие:                                  | Общие:           | $105,600,000-$105,900,00 | $370,490,573 | $118,006,761 | $488,497,334 |                      |

Если сравнивать серию «Кошмар на улице Вязов» с другими популярным хоррор-франшизами — «Детские игры», «Пятница, 13», «Хэллоуин», «Пила», «Крик», «Техасская резня бензопилой», «Психо» и фильмы о Ганнибале Лектере — с учётом инфляции на 2010 год фильмы о Фредди Крюгере остаются на третьем месте среди всех франшиз ужасов по кассовым сборам в США, с показателем примерно $583,4 миллиона. На первом месте — «Пятница, 13» ($671,5 миллиона), а на втором — «Хэллоуин», собравший $620,4 миллиона. Затем идут фильмы о докторе Лектере, франшиза «Пила», «Крик», «Психо»,, «Техасская резня бензопилой» и, наконец, «Детские игры»
.

### Съёмочная группа
| Фильм                                     | Выход в США        | Режиссёр           | Сценарий                                               | Сюжет                                  | Продюсеры                           | Композитор          |
| Оригинальная серия                        | Оригинальная серия | Оригинальная серия | Оригинальная серия                                     | Оригинальная серия                     | Оригинальная серия                  | Оригинальная серия  |
| ----------------------------------------- | ------------------ | ------------------ | ------------------------------------------------------ | -------------------------------------- | ----------------------------------- | ------------------- |
| «Кошмар на улице Вязов»                   | 9 ноября 1984      | Уэс Крэйвен        | Уэс Крэйвен                                            | Уэс Крэйвен                            | Роберт Шэй                          | Чарльз Бернштайн    |
| «Кошмар на улице Вязов 2: Месть Фредди»   | 1 ноября 1985      | Джек Шолдер        | Дэвид Чэскин                                           | Дэвид Чэскин                           | Роберт Шэй                          | Кристофер Янг       |
| «Кошмар на улице Вязов 3: Воины сна»      | 27 февраля 1987    | Чак Рассел         | Уэс Крэйвен и Брюс Вагнер, Фрэнк Дарабонт и Чак Рассел | Уэс Крэйвен и Брюс Вагнер              | Роберт Шэй                          | Анджело Бадаламенти |
| «Кошмар на улице Вязов 4: Повелитель сна» | 19 августа 1988    | Ренни Харлин       | Брайан Хелгеленд и Кен и Джим Уитсы                    | Уильям Коцуинкл и Брайан Хелгеленд     | Роберт Шэй и Рейчел Тэлэлэй         | Крэйг Сафан         |
| «Кошмар на улице Вязов 5: Дитя сна»       | 11 августа 1989    | Стивен Хопкинс     | Лесли Боэм                                             | Джон Скипп и Крэйг Спектор, Лесли Боэм | Роберт Шэй и Руперт Харви           | Джей Фергюсон       |
| «Кошмар на улице Вязов 6: Фредди мёртв»   | 13 сентября 1991   | Рейчел Тэлэлэй     | Майкл Де Лука                                          | Рейчел Тэлэлэй                         | Роберт Шэй и Арон Уорнер            | Брайан Мэй          |
| «Кошмар на улице Вязов 7: Новый кошмар»   | 14 октября 1994    | Уэс Крэйвен        | Уэс Крэйвен                                            | Уэс Крэйвен                            | Марианн Маддалена                   | Джей Питер Робинсон |
| «Фредди против Джейсона»                  | 15 августа 2003    | Ронни Ю            | Марк Свифт и Дэмиэн Шеннон                             | Марк Свифт и Дэмиэн Шеннон             | Шон Каннингем                       | Грэм Ревелл         |
| Перезагрузка                              |                    |                    |                                                        |                                        |                                     |                     |
| «Кошмар на улице Вязов»                   | 30 апреля 2010     | Сэмюэль Байер      | Уэсли Стрик и Эрик Хайссерер                           | Уэсли Стрик                            | Майкл Бэй, Эндрю Форм и Брэд Фуллер | Стив Яблонски       |

### Актёрский состав

#### Главные роли
Роль Фредди Крюгера стала знаковой для Роберта Инглунда, превратившего его в звезду — он снялся в восьми из девяти фильмов, телесериале, рекламных роликах, был приглашённой звездой на различных шоу. Актрисе Хезер Лэнгенкэмп досталась роль Нэнси Томпсон, которая противостоит маньяку в «Кошмаре на улице Вязов» и «Воинах сна»; актриса также сыграла вымышленную версию самой себя в фильме «Новый кошмар Уэса Крэйвена». Не считая Крюгера, у актрисы больше всего появлений во франшизе по сравнению с другими положительными героями. Нэнси является одной из самых известных представителей «последних выживших девушек» в кино. Популярность персонажа позволила актрисе спродюсировать и сыграть главную роль в документальном фильме «Я — Нэнси». Важную роль сыграл актёр Джон Сэксон — он появляется во всех сериях с участием Хезер в роли отца Нэнси, лейтенанта Дональда Томпсона. Персонажа Кристин Паркер сыграли Патрисии Аркетт (первая роль в кино) и Тьюзди Найт в третьем и четвёртом фильмах, соответственно. Лиза Уилкокс сыграла в двух фильмах серии — «Повелитель сна» и «Дитя сна» — роль Элис Джонсон. Образ подросшей дочери маньяка, Кэтрин Крюгер, воплотила Лиза Зейн. В ремейке роль Фредди сыграл Джеки Эрл Хейли, а Нэнси Холбрук — обновлённую версию Нэнси Томпсон — актриса Руни Мара.

#### Знаменитости
Съёмки в «Кошмаре на улице Вязов» в роли Глена стали первым актёрским опытом для Джонни Деппа. Чарльз Фляйшер, озвучивший кролика Роджера в фильме «Кто подставил кролика Роджера?» и сыгравший автомеханика Терри в фильмах «Назад в будущее» и «Назад в будущее 2», появился в роли доктора в клинике сновидений в первом фильме. Лоуренс Фишборн, известный по роли Морфеуса в трилогии «Матрица» сыграл медбрата Макса в третьем фильме. Сестра продюсера франшизы Роберта Шэя и звезда фильмов «Астрал» актриса Лин Шэй сыграла в первой части эпизодическую роль учителя английской литературы. Самих себя в «Воинах сна» сыграли актриса и светская львица Жа Жа Габор и телеведущий Дик Кэветт. Режиссёр «Повелителя сна» Ренни Харлин сыграл в своём фильме эпизодическую роль одного из школьников в сцене в классе. «Королева крика» фильмов категории «Б», актриса и модель Линнея Куигли, обнажив грудь, сыграла одну из душ, вырывающихся из Фредди в финале четвёртого фильма.
Камео Джонни Деппа есть в фильме «Фредди мёртв»: в знаменитой сцене Депп играет в социальной рекламе против употребления наркотиков, когда появляется Фредди и бьёт его сковородкой по лицу. В этом же фильме актёры и ведущие Том Арнольд и Розанна Барр — на тот момент супруги в жизни — сыграли сумасшедшую бездетную пару. Музыкант Элис Купер сыграл отчима-садиста Фредди.
В фильме «Кошмар на улице Вязов 7: Новый кошмар» действие разворачивается на съёмочной площадке фильмов. Самих себя сыграл режиссёр и сценарист Уэс Крэйвен и продюсер фильмов Сара Ришер. В сцене похорон можно увидеть Хсу Гарсия (под псевдонимом «Ник Корри» он сыграл Рода в «Кошмаре на улице Вязов») и Тъюсди Найт (Кристин из «Повелителя сна»). Лин Шэй сыграла медсестру в больнице, другую медсестру — дочь Уэса, Джессика Крэйвен. Уильям Эрл Браун сыграл коронёра. Дэвид Ньюсам и «ребёнок-актёр» Мико Хьюз (известный по роли Гейджа Крида в фильме «Кладбище домашних животных») сыграли вымышленных мужа и сына Хезер. Крэйвен хотел вновь пригласить Джонни Деппа сыграть небольшую роль в сцене похорон, но посчитал, что актёр откажется из-за своего статуса; а уже после премьеры фильма Депп сказал, что с удовольствием принял бы предложение.

#### Продюсер
Продюсер серии, бывший глава «New Line Cinema» и большой поклонник франшизы, благодаря которому в своё время вышел первый фильм, Роберт Шэй появился в эпизодах всех фильмов серии — кроме третьего и ремейка:
- Кошмар на улице Вязов (1984) — телеведущий и голос радио «KRGR»
- Кошмар на улице Вязов 2: Месть Фредди (1985) — бармен в BDSM-клубе
- Кошмар на улице Вязов 4: Повелитель сна (1988) — преподаватель, рассказывающей о теории сновидений Аристотеля
- Кошмар на улице Вязов 5: Дитя сна (1989) — один из заключённых в психиатрической больнице
- Кошмар на улице Вязов 6: Фредди мёртв (1991) — продавец автобусных билетов
- Кошмар на улице Вязов 7: Новый кошмар (1994) — играет самого себя
- Фредди против Джейсона (2003) — директор школы Спринвуда

### Зарубежный прокат
На разных языках франшиза получила различные названия, не всегда являющиеся точным переводом оригинала «Кошмар на улице Вязов». Как это часто бывает, зарубежные прокатчики дают картине такое название, у которого, по их мнению, есть больший потенциал привлечь зрителей в кинотеатры:
- Франция: Les Griffes De La Nuit — Когти ночи
- Бразилия (португальский): A Hora Do Pesadelo — Час кошмара
- Польша: Koszmar Ulicy Wiazowej — Кошмар улицы Вязов
- Италия: Nightmare Dal Profondo Della Notte — Кошмар из мрака ночи
- Германия: Nightmare: Mörderische Träume — Кошмар: Убийственные сны
- Финляндия: Painajainen Elm Streetillä — Кошмар улицы Вязов
- Аргентина (испанский): Pesadilla — Кошмар
- Испания: Pesadilla En Elm Street — Кошмар на улице Вязов
- Венесуэла (испанский): Pesadilla En La Calle Del Infierno — Кошмар на адской улице
- Венгрия: Rémálom Az Elm Utcában — Кошмар на улице Вязов
- Швеция: Terror På Elm Street — Ужас на улице Вязов

Вымышленный топоним «улица Вязов» является вольностью переводчиков — в русской традиции улица называлась бы Вязовая улица.

### Будущее франшизы
7 августа 2015 года появлялась информация, что «Warner Bros. Pictures» и «New Line Cinema» готовят второй ремейк «Кошмар на улице Вязов», сценарий картины напишет автор «Дитя тьмы» Дэвид Лесли Джонсон-МакГолдрик, а спродюсируют фильм Тоби Эммерих, Уолтер Хамада и Дэвид Ньюстадтэр.
5 июня 2016 Брэд Фуллер сообщил, что съёмочный процесс находится в так называемом, «производственном Аду». 13 октября 2016 Роберт Инглунд предположил, что героями новых фильмов могут стать дети выживших персонажей предыдущих серий; сам актёр не прочь появиться в эпизодической роли. Также, по мнению Инглунда, Кевин Бэйкон идеально подошёл на роль Фредди Крюгера. 26 декабря 2018 Дэвид Лесли Джонсон-МакГолдрик в интервью «GameSpot» подтвердил, что «New Line Cinema» всё ещё работает над проектом, но в данный момент больше сфокусирована на вселенной «Заклятия»:
Работа ведётся. Пока ничего конкретного. Фильмы серии «Заклятье» в приоритете у «New Line Cinema». Все хотят возвращения Фредди, это лишь вопрос времени.
В 2017 году режиссёр Дэвид Сэндберг, постановщик картин «Проклятие Аннабель: Зарождение зла» и «Шазам!» сообщи, что хотел бы занять режиссёрское кресло очередного фильма о Фредди. В мае 2018 года актёр Билл Моусли, известный по франшизе «Техасская резня безопилой» выразил желание исполнить роль Фредди Крюгера в перезапуске, после чего поклонники запустили онлайн петицию, в пользу такого решения.
В сентябре 2019 года портал «Bloody Disgusting» написал, что права на франшизу вернулись к наследникам недавно скончавшегося Уэса Крэйвена; а в ноябре ресурс рассказал, что они ищут возможность возродить франшизу — как в формате фильма, так и возможного телесериала платформы «HBO Max».

## Производство

### История проекта
Вдохновением для сценариста и автора первого фильма Уэса Крэйвена стала серия заметок, выходивших в «LA Times» в 1970-х годах об эмигрантах из Камбоджи, сбежавших от «Красных кхмер» в Америку; многие из них мучились кошмарами и вовсе отказывались спать. Некоторые из них умерли во сне — врачи назвали этот феномен «азиатский синдром смерти». Жертвами «синдрома внезапной смерти» или «Синдрома Бругада» становились мужчины в возрасте от 19 до 57 лет. Знаменитая поп-песня «Dream Weaver» Гэри Райта помогла Крэйвену сформировать историю и вдохновила автора саундтрека. Режиссёр также сделал несколько рисунков, вдохновлённых изучением восточных религий на тему сна. Ещё одним источником вдохновения для автора стали восточные религиозные учения.
Своё имя главный злодей получил в честь хулигана, запугивавшего Крэйвена в школе. Изначально Крюгер также был и растлителем малолетних, но Крэйвен решил отказаться от задумки, опасаясь возможных обвинений в эксплуатации темы — на тот момент в Калифорнии всплыли случаи насилия над несовершеннолетними, получившие широкую общественную огласку. Цвета свитера — красный и зелёный — были выбраны из-за научной статьи 1982 года в журнале «Scientific American», в которой говорилось, что это сочетание воспринимается человеческим глазом хуже всего. Крэйвен хотел оставить в картине счастливый финал, но продюсер Роберт Шэй заставил его изменить концовку — в случае успеха он хотел, чтобы Крэйвен снял продолжение с Фредди; однако режиссёр не хотел делать сиквел и отказался от участия в проекте. Шэй вновь предложил Крэйвену поработать над третьей частью, но большая часть сюжетных линий не понравилась продюсеру, и с тех пор Крэйвен практически не был задействован в работе над франшизой — вплоть до «Нового кошмара», который — как и хотел создатель — вышел мрачным и более близким по духу к первому фильму.
Роберт Инглунд рассказал, что одно время компания рассматривала возможность создания приквела под названием «Первые убийства» (англ. The First Kills), а режиссёром картины должен был стать Джон МакНотон. Однако проект отменили после слияния компании «New Line Cinema» с «Turner Broadcasting System» в 1994 году. В конце 1990-х МакНотон вернулся к идее — по сценарию Эр-Джея Царова, Фредди находился в Аду, и вспоминал события прошлого, но «New Line Cinema» приняла решение в пользу производства фильма «Никки, дьявол-младший» 2000 года выпуска.
29 января 2008 года «Variety» сообщил, что Майкл Бэй и его компания «Platinum Dunes» занимаются проектом ремейка первой картины. Создатели заверили, что вернуть образ главного злодея к его истокам — мрачной и пугающей версии из первого фильма. Уэс Крэйвен выразил разочарование решением авторов ребута не привлекать его в качестве консультанта, как это было с ремейком картины «Последний дом слева». Роберт Инглунд высказался в поддержку новой версии и возможности исследовать мир снов в использованием современных компьютерных технологий, недоступных в 1984 году. Фильм вышел в прокат 30 апреля 2010 года — хотя его нельзя считать провальным, картина собрала гораздо меньше ожидаемого, а также был прохладно воспринята критиками и поклонниками серии. В итоге, студия отменила планы на два сиквела, на которые подписали контракты Джеки Эрл Хейли и Руни Мара.

### Локации
Большая часть натурных съёмок фильмов проходила в Лос-Анджелесе. В качестве фасада дома № 1428 на улице Вязов (в котором жили некоторые герои, а позже по сюжету он был заброшен) во всех фильмах был использован настоящий жилой дом в Западном Голливуде, построенный в 1919 году.

### Постеры
Постеры к первым пяти фильмам создал художник Мэттью Джозеф Пик (англ. Matthew Joseph Peak). «Кошмар на улице Вязов» стал первым профессиональным проектом Пика, недавно закончившего художественную школу — Пик прочитал сценарий, а также получил единственное указание «нарисовать девушку, лежащую в постели и засыпающую с мыслями о монстре». По словам Пика, это было его личное решение не изображать Фредди на постере, а героиня в общих чертах срисована с Хезер Лэнгенкэмп; с каждой частью поклонники видели всё больше Фредди, но он был единственным для художника известным персонажем — создавая рисунки, Пик практически ничего не знал ни о сюжете картин, ни о их героях, так как съёмки сиквелов проходили в секретности.
Оригинальный постер к фильму «Кошмар на улице Вязов 5: Дитя сна» выглядел иначе — в пузыре в когтях Фредди был нарисован младенец, но позже его заменили на коляску. Задумка Пика была в том, чтобы «поиграть» с названием картины и изобразить ребёнка как дитя Фредди — он не собирался убивать его, а наоборот защищал — но идея показалась слишком рискованной, и боссы студии отказались от неё, невероятно расстроив Пика. Художник также сыграл одного из психически больных преступников в пятой картине. Рисунок художника к «Фредди мёртв: Последний кошмар» использовали в качестве обложки саундтрека с инструментальной музыкой Брайана Мэя, а в 2019 году Пик нарисовал новый постер к шестому фильму.
Для британского проката первого, второго и четвёртого фильмов были нарисованы эксклюзивные постеры, их автор — дизайнер и художник Грэм Хамфрис (англ. Graham Humphreys), а для третьей и пятой картины использованы стилизованные промо-фото. Ему принадлежит идея создания постера в стиле Джеймса Бонда к фильму «Кошмар на улице Вязов 4: Повелитель сна». Один из постеров Пика для проката четвёртой части в Таиланде доработал художник Тонгди Панумс (англ. Tongdee Panumas), создавший также постеры к пятому и шестому фильмам. Для продвижения фильма «Кошмар на улице Вязов 5: Дитя сна» в Японии был придуман «мультяшный» вариант Фредди, который появился на локализированных постерах картины.

## Другие проекты

### Телевидение
Премьера сериала «Кошмары Фредди» состоялась 9 октября 1988 года, шоу представляло сериал-антологию вроде «Сумеречной зоны» или «Баек из склепа» — в каждом эпизоде новая история. В начале и конце появлялся Фредди Крюгер в исполнении Роберта Инглунда, который иногда становился непосредственным участником событий. Действие — как и в фильмах — происходит в городе Спринвуд, штата Огайо. Там случаются таинственные убийства, самоубийства и несчастные случаи, причиной которых иногда становятся таинственные силы, а иногда — человеческая жадность и злоба. Первая серия под названием «No More Mr. Nice Guy» рассказывала о суде над Крюгером и расправе родителей погибших детей над маньяком — событиях, упомянутых в серии фильмов. Режиссёром стал Тоуб Хупер — создатель франшизы ужасов «Техасская резня бензопилой». В эпизодах сериала снялись многие известные актёры — например, Брэд Питт, Джордж Лэзенби — а также звёзды хорроров: Джеффри Комбс, Дик Миллер, Мэри Кросби, Билл Мосли, Лар Парк Линкольн и другие. Шоу продержалось в эфире два сезона — последний 44-й эпизод показали 10 марта 1990 года. Некоторые эпизоды сериала выходили на видеокассетах в США и за рубежом — Великобритании, Австралии, Бразилии, Японии, Италии и Нидерландах. DVD-диск «Freddy’s Nightmares: Volume 1» вышел 9 июня 2003 года в Великобритании — на диске расположены 3 эпизода, галерея и два текстовые статьи. Других официальных DVD-релизов сериала не существует. Эпизоды «It’s a Miserable Life» и «Killer Instinct» первого сезона вышли в качестве бонусов на первом Blu-Ray издании фильмов в 2012 году.
После выхода фильма «Фредди против Джейсона» телеканал CBS планировал в 2004 году выпустить шоу «Кошмар на улице Вязов: Реальные кошмары» (англ. A Nightmare on Elm Street: Real Nightmares), в котором участники преодолевают свои фобии. Ведущим передачи должен был стать исполнитель роли Фредди — Роберт Инглунд. По одной из версий, шоу слишком напоминала культовую программу «Фактор страха», и у авторов «Реальных кошмаров» возникли проблемы юридического характера. Потенциальные участники отправляли видео с рассказом о своих страха; если их отбирали в программу, Роберт Инглунд отправлялся в родной город героя и брал интервью, задавая вопросы психологического характера, а затем страхи воплощались в жизнь на студии в Лос-Анджелесе. Было отснято шесть эпизодов, однако шоу так и не было выпущено. В сети мало информации о проекте, но одна из участница — Аннетт Томас — рассказала на своём сайте об участии в съёмках шоу и встрече с Робертом Инглундом, выложив фотографии.
В ноябре 2019 года портал «Dread Central» сообщил, что стриминговый сервис «HBO Max», недавно получивший в свою библиотеку многие культовые фильмы — в том числе серию «Кошмар на улице Вязов» — разрабатывает проект нового телесериала о Фредди Крюгере.

### Книги
В 1994 и 1995 годах издательство «Tor Books» выпустило шесть романов серии «Страшилки Фредди Крюгера» (англ. Freddy Krueger's Tales Of Terror) для подростков. В 2005 и 2006 годах издательство «Black Flame» выпустило для взрослой аудитории пять романов под брендом «Дом ужаса» (англ. House Of Horror) о Фредди Крюгере: первые три из них позже были переизданы под одной обложкой.

### Комиксы
В 1989 году издательство «Marvel Comics» выпустило два выпуска чёрно-белой серии «Фредди Крюгер: Кошмар на улице Вязов» (англ. Freddy Krueger’s A Nightmare On Elm Street). Комикс раскрывает подробности из биографии Фредди Крюгера, и во многом противоречит событиям фильмов. Сценарист Стив Гербер в интервью «Reading For Pleasure» назвал причину быстрого закрытия проекта, несмотря на высокие продажи — он был слишком жестоким и откровенным, и вызвал волну протеста различных организаций, выступающих против насилия.
На счету у «Innovation Comics» три мини-серии за авторством Энди Менгельса (англ. Andy Mangels), выходившие в 1991 году: комикс-адаптация фильма «Фредди мёртв. Последний кошмар» под названием «Freddy’s Dead: Final Nightmare»; история из шести выпусков «Кошмары на улице Вязов» (англ. Nightmares On Elm Street) — её героями стали Нэнси Томпсон, врач Нил Гордон, Элис Джонсон и её подросший сын Джейкоб, а также подруга Элис, Ивон (действие происходит между событиями фильмов «Кошмар на улице Вязов 5: Дитя сна» и «Фредди мёртв. Последний кошмар»); и предыстория «Кошмар на улице Вязов: Начало» (англ. A Nightmare On Elm Street: The Beginning), продолжение фильма «Фредди мёртв. Последний кошмар». Вскоре издательство «Innovation Comics» закрылось из-за банкротства.
В 1992 году издательство «Trident Comics» выпустило 4 эксклюзивных выпуска «Кошмары Фредди» (англ. Freddy’s Nightmares) в Великобритании — это было английское издание некоторых выпусков «Innovation» и «Marvel» — «Freddy’s Dead: The Final Nightmare», «Freddy Krueger’s A Nightmare On Elm Street» и «Nightmares On Elm Street».
После успеха фильма «Фредди против Джейсона» и ремейка «Техасская резня бензопилой» в 2003 году «New Line Cinema» создаёт бренд «Дом ужасов» (англ. House Of Horror), передав права на публикации издательству «Avatar Press». С 2005 по 2006 года франшизу пополнили истории из одиночных выпусков «Special» и «Fearbook», а также мини-серии из трёх частей «Paranoid» за авторством Брайана Пулидо (англ. Brian Pulido).
В 2006 году издательство «WildStorm Productions», подразделение «DC Comics», приобрела права на серию, выпустив всего 8 журналов — последний вышел в сентябре 2007 года. В 2007 году выходит специальный выпуск «Страшилки от «New Line Cinema» (англ. New Line Cinema’s Tales Of Horror). В 2007 происходит долгожданное событие — выход серии «Фредди и Джейсон против Эша» (англ. Freddy vs. Jason vs. Ash), созданная в результате сотрудничества издательства с «Dynamite Entertainment». В ней появился третий культовый герой ужастиков — Эш Уильямс из трилогии Сэма Рэйми «Зловещие мертвецы». Арка является продолжением фильма «Фредди против Джейсона», всего издано 6 выпусков. А летом 2009 года начал выходить сиквел — «Фредди и Джейсон против Эша: Воины кошмаров» (англ. Freddy vs. Jason vs. Ash: The Nightmare Warriors).

## Мифология

### Фредди Крюгер
Главный персонаж серии — призрачный маньяк-убийца Фредди Крюгер, преследующий подростков в их снах, управляя ими и искажая реальность. Многими критиками признан одним из лучших злодеев/персонажей в истории кино. Вдохновением для создания персонажа стали детские воспоминания режиссёра и сценариста Уэса Крэйвена.

### Последняя выжившая
Характерной чертой серии «Кошмар на улице Вязов» — как и многих фильмов ужасов — является женский персонаж, так называемая «последняя выжившая» (англ. The Final Girl). Это героиня, которая противостоит злодею и выживает — чаще всего, она одна. В серии «Кошмаров» представлено несколько таких персонажей, получивших признание и высокую оценку критиков:
- Кошмар на улице Вязов (1984) — Нэнси Томпсон[138]. Не раз признана одной из самых значимых «последних девушек» в истории кино[139][140].
- Кошмар на улице Вязов 3: Воины сна (1985) — Кристин Паркер[141].
- Кошмар на улице Вязов 4: Повелитель сна (1988) и Кошмар на улице Вязов 5: Дитя сна (1989) — Элис Джонсон[142]
- Новый кошмар Уэса Крэйвена (1994) — Хезер Лэнгенкэмп / Нэнси Томпсон[138]

Последними выжившим также являются Кетрин Крюгер из «Фредди мёртв: Последний кошмар» (1991), Лори Кэмпбелл из «Фредди против Джейсона» (2003) и Нэнси Холбрук из фильма «Кошмар на улице Вязов» (2010).
Многие критики причисляют к этому списку мужской персонаж Джесси Уолша из второй части — этот вопрос остаётся спорным в связи с дебатами вокруг игры актёра Марка Паттона и гомосексуального подтекста картины.

### Дом № 1428
Основное действие первого и второго и фильмов происходит в доме № 1428 по улице Вязов. Здесь жили Нэнси Томпсон и её отец лейтенант Дональд Томпсон, который участвовал в суде Линча над Крюгером; Джесси Уолш, чьим телом пытался завладеть маньяк; много лет спустя сюда переехала Лори Кэмпбелл со своей семьёй. Как показывают события следующих частей, дом долгое время пустовал и был заброшен — вплоть до событий «Фредди против Джейсона». Многие подростки оказывались в своих кошмарах в этом доме, который Кристин Паркер называет «его логовом». В шестом фильме выясняется, что Крюгер со своей женой и дочерью Кэтрин также жил в этом доме до того, как он умер и стал повелителем ночных кошмаров.
Этот вымышленный дом — про который говорят «больше, чем культовый», «один из самых легендарных домов в истории фильмов ужасов» и "настоящая звезда фильма «Кошмар на улице Вязов» — является важной составляющей мифологии сериала и одним из самых известных домов в истории кино.

### Мир снов
Согласно теории Аристотеля — её озвучили в четвёртом фильме — во время сна душа человека освобождается и может увидеть сбывшиеся мечты; опытные мечтатели контролируют свой сон. Об этом говорил Глен в первой части, упомянув малайзийскую технику контроля снов. Душа человека может пройти через двое врат — «со знаком плюс или со знаком минус», каждые врат охраняют стражи. Хранитель врат со знаком плюс защищает спящего, другой — является угрозой. Так в финале третьей части плачущая Кристин Паркер с умирающей во сне Нэнси произносит фразу: «Я не позволю тебе умереть. Мы уйдём вместе в прекрасный сон, навеки вечные». Авторы комиксов издательства «Innovation» продолжили эту сюжетную линию, показав, что Нэнси стала стражем хороших сновидений после смерти. В мире сновидений у каждого человека есть сверхспособности. Так у Кристин была уникальная способность призвать любого спящего человека в свой сон — в детстве, когда ей снились кошмары, она звала папу.

### Религия
Религиозные мотивы истории переданы через образ монахини Мэри Хэлены, чьё настоящее имя — Аманда Крюгер. Призрак матери Фредди помогает героям фильмов побороть монстра. Аманда рассказывает доктору Нилу Гордону, что нужно сделать, чтобы остановить Крюгера — совершить захоронение его останков, «ибо беспокойный дух должен быть предан земле». Захоронение действительно помогает остановить Крюгера, но лишь на время. Фредди каждый раз возвращается к жизни в мире снов, что подчёркивает один из догматов христианства — о бессмертности души. Сама Аманда — также беспокойный дух, который не найдёт покой в Раю, так как совершила смертный грех — покончила с собой в одной из башен психиатрической лечебницы Уэстен-Хислл, где все эти годы и была заточена её душа.

## Документальные проекты

### Полнометражные релизы
- Создание «Кошмара на улице Вязов 4» — единственный документальный фильм, который издала компания «United American Video Corp.» отдельно на VHS в 1989 году — это 50-минутный «The Making Of Nightmare On Elm Street 4» о съёмочном процессе картины «Повелитель снов»[153]; издание на лазерном диске включало 10 минут дополнительных видео, на попавших на кассету; на DVD и Blu-Ray фильм не переиздавался[154]. В фильме использованы интервью с актёрами Робертом Инглундом и Лизой Уилкокс, режиссёром Ренни Харлином, продюсером Рэйчел Талалэй, создателем франшизы Уэсом Крэйвеном, а также с экспертами по визуальных эффектов — Скриминг Мэд Джорджем, Джоном Карлом Бюхлером, Стивом Джосоном и Кевином Ягером[155].
- Никогда не спи: Наследие улицы Вязов — 4 мая 2010 года состоялся релиз четырёх-часового документального фильма «Никогда не спи: Наследие улицы Вязов» (англ. Never Sleep Again: The Elm Street Legacy). Над ним работали практически всё главные актёры и создатели 8 фильмов — от «Кошмара на улице Вязов» (1984) до «Фредди против Джейсона» (2003)[156]. Официальный постер и обложку к видеоиздания нарисовал автор постером сериала — Джозеф Пик, а музыку написал Чарльз Бернштайн — композитор первого фильма и автор главной музыкальной темы сериала[157][158]. Каждый, кто заказал фильм на официальном сайте, получил в подарок постер, а также возможность выиграть один из трёх эксклюзивных постеров, подписанных актёрами и съёмочной группой[159]. Фильм получил, в основном, положительные отзывы, в которых отмечалась работа авторов проекта[160][161][162]. Фильм выиграл две премии журнала «Home Media Magazine» — «Reaper Award» 2010 в номинациях «Best Direct-To-Video Title» и «Best In Show»[163].
- Я — Нэнси — актриса Хизер Ландженкамп, известная по роли Нэнси Томпсон, спродюсировала документальный фильм «I Am Nancy» о своём участии в фильмах серии «Кошмар на улице Вязов» и роли персонажа Нэнси Томпсон в жанре. Фильм вышел на видео 29 апреля 2011 году[164]. Том Ван Дум написал песню «I Am Nancy» (в исполнении Джейми Кун), которая доступна для платного скачивания с сайтов iTunes[165].
- Кошмары в гримёрном кресле — фильм Майка Кирза «Nightmares In The Makeup Chair» с Робертом Инглундом в главной роли — а также в качестве продюсера — вышел в 2018 году[166]. В нём показан каждый нюанс сложного и длительного процесса нанесения грима Фредди Крюгера на актёра; попутно Инглунд делится воспоминаниями со съёмок «Кошмаров на улице Вязов»[167]. Трейлер на YouTube набрал более 100 тысяч просмотров за первые два дня.
- Кричи, Королева! Мой кошмар на улице Вязов — в 2019 году актёр Марк Паттон (он сыграл Джесси Уолша) снял проект «Scream, Queen! My Nightmare On Elm Street», в котором рассказал о том, почему фильм «Кошмар на улице Вязов 2: Месть Фредди» считается главным гей-ужастиком кино, а также о влиянии съёмок в картине на его дальнейшую карьеру[168].
- Икона: история Роберта Инглунда — на стадии съёмок находится документальный фильм Гэри Смарта «ICON: The Robert Englund Story» об актёре Роберте Инглунде и его роли Фредди Крюгера[169]. Съёмки проекта были приостановлены из-за пандемии коронавируса. Интервью для фильма дали Лэнс Хэнриксен, Хезер Лэнгенкэмп, Элай Рот, Лин Шэй, Билл Мосли, Аманда Уайсс, Кейн Ходдер и многие другие артисты и создатели жанра ужасов[170]. Предполагаемый релиз фильма — октябрь 2020 года[171].
- Фредхэдс — ещё один проект, находящийся на стадии разработки — документальный фильм «FredHeads: The Documentary», посвящённый фанатскому сообществу «Кошмаров»[172][173].

### Специальные ТВ-выпуски
Кроме того, в начале 1990-х годов на американском телевидении выходили специальные шоу:
- Релиз шестого и — как на тот момент планировалось — последнего фильма серии сопровождался масштабной промо-кампанией, включавшей выпуск документального фильма "The Making Of «Freddy’s Dead: The Final Nightmare» (1991)[174].
- Канал MTV выпустил программу «Slash & Burn: The Freddy Krueger Story» в 1991[175].
- Роберт Инглунд озвучил документальный фильм 1992 года «Freddy Speaks», сыграв самого себя и Фредди Крюгера; в съёмках также приняла участие Хезер Лэнгенкэмп[176].

## Саундтрек

### Музыка
К каждому фильму франшизы музыку написали разные композиторы — Чарльз Бернштайн, Кристофер Янг, Анджело Бадаламенти, Крейг Сафан, Джей Фергюсон, Брайан Мэй, Джей Питер Робинсон, Грэм Ревелл и Стив Яблонски. Каждая картина получила релиз саундтрека с инструментальной музыкой, выходивших в разное время на виниле, аудиокассетах, CD-дисках, а также digital-версиях в онлайн-магазинах.
12 октября 1993 года лейбл «Varese Records» выпустил сборник «Freddy’s Favorites: Best Of «A Nightmare On Elm Street» с лучшей музыкой из первых шести фильмов, а в 1995 сдвоенным релизом компания выпустила альбом «A Nightmare On Elm Street, Part 1 & 2».
Музыку для открывающих титров документального фильма «Никогда не спи: Наследие улицы Вязов» (2010 года) yнаписал Шон Шефер Хэннесси. Музыкальную тему из заставки фильма написал Чарльз Бернштайн, композитор первой части.
16 октября 2015 года лейбл «Varese Sarabande» выпустил ограниченный тираж 8-дискового бокс-сета с коллекцией саундтреков, включающей ранее неизданные материалы общей длительностью 3 часа. Коробка упакована в матерчатый чехол в виде полосатого свитера Фредди Крюгера.
Коллекцию саундтреков первых семи фильмов на виниле — «Box Of Souls: A Nightmare On Elm Street Collection» — выпустила компания «Death Waltz Recording Co.» 22 декабря 2017 года. В набор включен 12-страничный буклет интервью с создателями и композиторами франшизы; обложки дисков нарисовал Майк Сапуто (англ. Mike Saputo)

### Песни
Многие популярные исполнители записали для фильмов песни, большинство из которых представлены на официальных саундтреках серии и использовались в промо-кампаниях франшизы.
- «Dream Warriors» в исполнении Dokken[47][201];
- «Nightmare» в исполнении Тьюзди Найт
- «Love Kills» в исполнении Vinnie Vincent Invasion
- «Are You Ready For Freddy?» в исполнении The Fat Boys
- «Bring Your Daughter… to the Slaughter» в исполнении Брюса Дикинсона
- «Anyway I Gotta Swing It» в исполнении Whodini
- «I’m Awake Now» в исполнении Goo Goo Dolls
- «How Can I Live» в исполнении Ill Niño

## Выход на видео

### VHS
В США трилогия «A Nightmare on Elm Street» впервые вышла на кассетах в 1989 году — до этого каждая картина выпускалась отдельно. Впервые все семь фильмов были изданы в одной коллекции «The Nightmare Collection» 22 августа 2000 года в издании «New Line Home Video», в качестве бонусов шли театральные трейлеры и интервью с режиссёрами.
В России лицензионно первые семь фильмов (за исключением «Повелителя сна») выпустила студия «Союз-Видео» с авторскими одноголосыми переводами. Фильмы с первого по третий, а также пятую и шестую части для релиза озвучил Василий Горчаков. Седьмой был издан в переводе Павла Санаева. Также фильмы неоднократно выходили на пиратских видеокассетах в авторских переводах Леонида Володарского, Андрея Гаврилова, Вартана Дохалова, Александра Кашкина, Юрия Живова, Сергея Визгунова и других. Полную дублированную версию «Фредди против Джейсона» из кинотеатрального проката выпустила компания «Премьер Видео Фильм».

### DVD
21 сентября 1999 года New Line Cinema выпустила 8-ми дисковый DVD-сет «Nightmare On Elm Street Collection» с семью фильмами, буклетом о съёмках и бонусным диском. Диски с фильмами содержали комментарии создателей к первому и седьмому фильмам, онлайн доступ к сценариям картин, биографии актёров, эксклюзивный курсор для компьютера в виде Фредди, а также 2 пары 3D очков. Бонусный диск «The Nightmare Series Encyclopedia» выполнен в формате интерактивной игры-лабиринта, проходя который открывался доступ к разным видео-материалам о съёмках фильма.
Документальный фильм «Welcome To Primetime» шёл в качестве бонуса на восьмом диске первого DVD-издания серии под названием «Nightmare on Elm Street Collection» — коллекция вышла в 1999 году. Оформление меню было выполнено в виде интерактивного лабиринта, проходя который открывались различные видео: интервью с создателями, музыкальные клипы, видео со съёмочной площадки пятого фильма, галереи фотографий, специальные промо-ролики канала MTV и многое другое. Всего на диске разместилось 79 видео разной продолжительности — от одной до десяти минут и 3 фото-галереи, а диск разбит на три раздела — «Primetime» (с документальным фильмом «Welcome To Primetime»), «Labyrinth» (видео в формате игры) и «Index» (видео расположено по порядку, но без учёта «пасхальных яиц» — спрятанных в лабиринте бонусов).
13 апреля 2010 года «New Line Home Video» переиздала серию фильмов на DVD с теми же бонусными материалами, но на этот раз в коллекцию попал фильм «Фредди против Джейсона», заменивший в релизе восьмой диск «The Nightmare Series Encyclopedia». В качестве обложки было использовано изображение с Джеком Эрлом Хейли в роли Фредди Крюгера из ремейка «Кошмар на улице Вязов» 2010 года.
В России на лицензионном DVD серия была впервые выпущена в 2008 году компанией «CP Digital». Каждая часть издавалась отдельно — в обычном издании с красной картонной коробкой и бюджетным изданием с чёрной обложкой. Позже фильмы объединили в подарочное издание «Кошмар на улице Вязов. Коллекционное издание» на семи DVD, которое включает первые семь фильмов и буклет на русском языке с информацией о создании фильмов. Также выпускалось упрощённое издание на двух дисках с семью фильмами на них. Фильмы «Фредди против Джейсона» и «Кошмар на улице Вязов» издавались на DVD компанией «Universal Pictures Rus».

### Blu-Ray
2 октября 2012 года компания «Warner Home Video» впервые выпустила оригинальную серию фильмов на 5 Blu-Ray дисках эксклюзивно для сети «Best Buy», а 5 марта 2013 — коллекция поступила в широкую продажу. Среди бонусов было множество новых роликов о создании фильмов, а также материалы, ранее выходившие на DVD; в 2019 году коллекция была переиздана с новой обложкой:
- Диск 1:
  - Кошмар на улице Вязов: фильмы «Never Sleep Again», «The House That Freddy Built» и «The Night Terrors»; две дорожки с аудио-комментариями; три альтернативных финала; разделы «Fast Track» и «Focus Points»; трейлер.
- Диск 2:
  - Месть Фредди: фильмы «Heroes & Villains», «Psycho Sexual Circus», «The Male Witch» и «Freddy On 8th Street»; трейлер.
  - Воины сна: фильм «Behind The Story»; музыкальный клип «Dream Warriors»; трейлер.
- Диск 3:
  - Повелитель сна: фильмы «Krueger, Freddy Krueger», «Hopeless Chest», «Let’s Makeup» и «The Finnish Line»; трейлер.
  - Дитя сна: фильм «Behind The Story»; музыкальные клипы «Are You Ready For Freddy?» и «Anyway I Gotta Swing It»; трейлер.
- Диск 4:
  - Фредди мёртв: фильмы «Rachel’s Dream», «3D Demise», «86’D», «Hellraiser»; трейлер.
  - Новый кошмар: аудио-комментарии Уэса Крэйвена; фильмы «Becoming A Filmmaker», «An Insane Troupe», «Two Worlds», «The Problem With Sequels», «Filmmaker»; трейлер.
- Диск 5:
  - Фильм «Fear Himself: The Life & Crimes Of Freddy Krueger».
  - Эпизоды «It’s A Miserable Life» и «Killer Instinct» сериала «Кошмары Фредди».
  - Интервью с создателями «Welcome To Prime Time».
  - Фильм «Conclusions».

Из всех фильмов серии на Blu-Ray в России выходил только ремейк 2010 года, выпущенный компанией «Universal Pictures Rus».

## Реакция

### Противоречия
Во многих странах мира — в том числе и США, особенно в британском прокате — кинотеатральные версии фильма и издания на видео подверглись значительной цензуре, в ходе которой были урезаны или полностью удалены самые кровавые сцены. Некоторые прокатные версии фильмов сократились на несколько минут.
Значительно изменился образ Фредди Крюгера — в первых фильмах у персонажа было не много реплик, а в более поздних картинах — он стал автором многочисленных шуток, а также начал принимать необычные образы — например, школьной медсестры («Кошмар на улице Вязов 4: Повелитель снов»), комиксового Супер-Фредди («Кошмар на улице Вязов 5: Дитя сна») или злой ведьмы («Фредди мёртв: Последний кошмар»). Эти перемены пришлись не по душе многим поклонникам франшизы.
В многочисленных интервью Уэс Крэйвен и актёр Роберт Инглунд подтверждают, что в первоначальной версии сценария было однозначно прописано, что Крюгер был не только убийцей, но и растлителем детей. Авторы решили отказаться от этой части истории персонажа, так как в период съёмок и запланированного выхода картины по Калифорнии прокатилась волна случаев растления малолетних. Задумку воплотили в ремейке 2010 года, выстроив вокруг этой части истории сюжетную интригу картины.
Противоречивой стала вторая часть — «Месть Фредди» — которую многие поклонники называют самой нелюбимой, а критики — «первым гей-хоррором в истории кино». Это связано с двусмысленным подтекстом сценария и сексуальной ориентацией исполнителя главной роли Марка Паттона, получившего статус «Королева крика». Актёр даже снял документальный фильм «Кричи, королева! Мой кошмар на улице Вязов», в котором пытается разобраться, кто виноват в «идейном» провале картины (в кассовом плане фильм был успешным), а также в быстро закончившейся карьере многообещающего молодого актёра.
Пятая часть — «Дитя сна» — поднимает вопрос абортов и прав женщин. Религиозные организации, осуждавшие франшизу в целом, поддержали решение главной героини Элис Джонсон сохранить и растить ребёнка самой, в то время как организации феминистского толка отстаивали право женщины на противоположное решение. Кроме того, в ранней версии театрального постера, Фредди держит в руках пузырь, внутри которого изображён младенец. Маркетологи посчитали такой рекламный ход рискованным, и ребёнка заменили на коляску.

### Фанатские фильмы
Наиболее известными благодаря сайту YouTube и хорошо встреченными критиками и ценителями жанра стали фильмы:
- Кроссовер «Фредди против охотников за привидениями» (англ. Freddy vs. Ghostbusters)[230]
- Две части проекта-кроссовера «Кошмар закончится на Хэллоуин» (англ. The Nightmare Ends On Halloween)
- Серия приквелов «Крюгер» (англ. Krueger), где роль маньяка сыграл актёр Роберто Ломбарди (англ. Roberto Lombardi) — на данный момент вышло 7 короткометражных фильмов: 
  - «История с улицы Вязов» (англ. A Tale From Elm Street) (2011)[231]
  - «Ещё одна история с улицы Вязов» (англ. Another Tale From Elm Street) (2013)[232]
  - «Прогулка по улице Вязов» (англ. A Walk Through Elm Street) (2014)
  - «Потрошитель улицы Вязов» (англ. The Slasher From Elm Street) (2014)
  - «Легенда об улице Вязов» (англ. The Legend Of Elm Street) (2016)
  - «Истории с улицы Вязов» (англ. Tales From Elm Street)  (2017)
  - «Новая история: демон улицы Вязов» (англ. New Tale: The Demon Of Elm Street) (2019)
- Актёр Мико Хьюз, исполнитель роли Дилана Портера в фильме «Новый кошмар Уэса Крэйвена», сыграл главную роль в короткометражном фильме «Новый кошмар Дилана» (англ. Dylan's New Nightmare) о жизни своего повзрослевшего персонажа.

## Сопутствующая продукция
Популярность персонажей и фильмов позволила авторам выпустить значительное количество продукции под брендами «Фредди Крюгер» и «Кошмар на улице Вязов»: фигурки и игрушки (компаний Neca, McFarlane, Mezco, Sideshow, Funko, Gentle Giant и др.), коллекционные карточки (Topps, Impel), альбом для наклеек (Comic Images), настольные игры (Cardinal, Victory Games, USAopoly) и многое другое.

### Новелизации
Джеффри Купер (англ. Jeffrey Cooper) написал для «St. Martins Mass Market Press» адаптацию сценария первых трёх фильмов «The Nightmares On Elm Street: Parts 1, 2 & 3», выпущенную в феврале 1987 года; а в июле 1989 в продажу поступил роман Джозефа Лока (англ. Joseph Locke) «The Nightmares On Elm Street: Parts 4 & 5»; 15 ноября 1994 года «Tor Books» выпустило роман «Новый кошмар Уэса Крэйвена», написанный Дэвидом Бергантино (англ. David Bergantino). Стивен Хэнд (англ. Stephen Hand) написал адаптацию «Фредди против Джейсона» для «Simon & Schuster» — книга поступила в продажу 29 июля 2003 года. В сентябре 1992 года издательство «Abdo & Daughters» выпустило набор книг, написанных Бобом Италией (англ. Bob Italia) — адаптации первых шести фильмов в твёрдой обложке и цветными фотографиями для старших школьников; текст был упрощён и «смягчён» в связи с ограничениями по возрасту.
В России также выходило несколько нелицензированных книг — пересказов фильмов — опубликованных в 1994 году. Версия от «Крим-Пресс» в серии «Чёрный скорпион» — перевод книг Боба Италии, хотя на обложке указано имя Уэса Крэйвена. В книгу включены все шесть книг, каждая по 60-80 страниц. В.Шавров, В.Трапезников и Ю.Барсуков выполнили перевод книги, а Е. Малышенкова проиллюстрировала издание. Роман издательства «Gvido» из серии «Бестселлеры Голливуда» был написан российским автором Иваном Сербиным под псевдонимом Арч Стрэнтон по мотивам первого фильма (в издание также включён роман «Молчание ягнят» Томаса Харриса). Адаптация первых четырёх частей для издательства «Валев» в серии «TV Бестселлер» была написана российскими авторами М. Шайбак и В. Адамчик, хотя на обложке также указано имя Уэса Крейвена. Кроме того, в 2005 году в серии «Читать модно!» от издательства «Амфора» официально выходил роман Стивена Хэнда «Фредди против Джейсона» в переводе Ю. И. Вейсберга.

### Видеоигры
В 1989 году для приставки Nintendo Entertainment System выходит игра «A Nightmare On Elm Street», изданная компанией «LJN». Сюжетно игра никак не связано с фильмами, хотя некоторые образы Крюгера и побочных злодеев позаимствованы из кино — к примеру, змееподобный Фредди из «Воинов сновидений». Всего в игре представлено 5 различных игровых локаций, появляющихся в фильмах серии: улица Вязов, дом 1428, автомобильная свалка, кладбище и старшая школа Спринвуда. Журналы «Nintendo Power» и «Nintendo Of Europe» публиковали статьи, в которых рассказывалось об первоначальной версии игры, в которой нужно было управлять Фредди Крюгером, убивая подростков. Однако от этой концепции отказались, вспомнив негативную реакции публики и провал игры «The Texas Chainsaw Massacre» на Atari 2600, где игроки также управляли убийцей. В основном, игра получила негативные отзывы.
В том же году на Commodore 64 выходит игра «A Nightmare On Elm Street», разработанная компанией «Monarch» по мотивам третьего фильма. Игроку предлагается выбрать одного из пяти персонажей — Нэнси, Кинкейд, Кристин, Уилл или Тэйрин — картины и выполнить миссии, главная цель которых победить Фредди или избежать встречи с ним; по жанру игра похожа на квест — игрок должен собрать ключи, оружие и другие необходимые предметы.
Разработчик видеоигр Дэвид Бергантино — написавший несколько книг для подростков из серии «Freddy Krueger’s Tales Of Terror» — рассказал, что параллельно работе над фильмов «Фредди против Джейсона», планировалось выпустить игру «Freddy vs. Jason: Hell Unbound» для Dreamcast, PlayStation 2 в 2001 году, а позже на Xbox. Однако задумке не суждено было сбыться из-за производственного ада, в котором оказалась картина — сроки выхода постоянно переносились, менялся сценария и концепции фильма, снять который хотели ещё в 1990-х. Действие игры продолжалось сразу после фильма «Джейсон отправляется в ад: Последняя пятница» (1993): игрок мог выбрать, кем управлять — Фредди или Джейсоном; оба маньяка застряли в Аду за свои грехи, и Смерть предлагает им состязание — кто победит наибольшее количество демонов, тот и выберется в мир живых. Фредди мог манипулировать сознанием Джейсона, а в игре должны были появиться узнаваемые локации франшиз — дом № 1428 на улице Вязов и лагерь «Хрустальное озеро».
В 2005 году немецкая компания FAKT выпустила одноимённую игру в жанре аркада. Чтобы нанести удар или открыть дверь нужно нажать 5 на клавиатуре. В определённых миссиях нужно погрузиться в глубокий сон — для этого нужно найти красную таблетку и в необходимый момент принять её, нажав 0.
По мотивам ремейка 2010 года «Кошмар на улице Вязов» на официальном сайте вышла игра под названием «Не дай ей заснуть» (англ. Keep Her Awake), в которой пользователям предлагалось рассчитать время между действиями, вызвать которые можно было нажатием кнопки (кофе, холодный душ и пр.), и «протянуть» максимально долго, не дав девушке на экране уснуть. Однако по неизвестным причинам — вероятней всего связанных с наличием в игре жестоких реалистичных сцен — вскоре игра была удалена с сайта.
По мотивам фильмов поклонниками франшизы было создано несколько игровых проектов. Действие онлайн-игры «Escape From 1428 Elm Street» в жанре «приключение» происходит в доме № 1428. Фредди является одним из персонажей компьютерной игры в жанре «файтинг» — «Terrordrome: Rise Of A Boogeyman». 23 октября 2018 года разработчики независимой игры «Hide & Seek» выпустили обновление — карту с локациями из серии фильмов.

### Журналы
Производство и выход фильмов получили широкое освещение в печатных изданиях мира. Большое количество статей было написано авторами журнала «Fangoria», специализирующегося в жанре ужасов; специальные выпуски посвящены фильмам «Кошмар на улице Вязов 5: Дитя сна», «Фредди мёртв: Последний кошмар», «Новый кошмар Уэса Крэйвена» и «Фредди против Джейсона». В Японии также выпускались отдельные журналы, посвящённые фильмам.
В 1987 году издательство «Comic Images» выпустило альбома для наклеек «A Nightmare On Elm Street: Sticker Album», в нём пересказаны события первых трёх фильмов — текст написал Марк МакНэбб (англ. Mark H. McNabb), иллюстрации для обложки создал Джозеф Бут (англ. Joseph C. Booth).

### Freddy’s Greatest Hits
Для продвижения франшизы был записан альбом «Freddy’s Greatest Hits» в исполнении специально созданной музыкальной группы «The Elm Street Group», в записи участвовал актёр Роберт Инглунд. Впервые сборник был выпущен на виниле лейблом «RIC Records» в 1987 году и переиздан в 2018 компанией «Strange Disc Records». Часть песен написали специально для альбома, но в целом — это кавер-версии известных композиций с изменёнными словами.
1. Do The Freddy
2. Dance Or Else
3. In The Midnight Hour
4. Don’t Sleep
5. All I Have To Do Is Dream
6. Obsession
7. Wooly Bully
8. Down In The Boiler Room
9. Elm Street Dreams

Примечания:
- Композиции № 1, 3, 5-6 — кавер-версии песен групп Freddie & the Dreamers, Sam the Sham & the Pharaohs, Wilson Pickett и The Everly Brothers
- Композиции № 2, 4, 7-9 — написаны специально для альбома